# Gotfred Johansen
Gotfred Johansen (Copenhague, 4 de mayo de 1895 - Elsinor, 2 de febrero de 1978) fue un boxeador danés. Obtuvo una medalla de plata durante los Juegos Olímpicos de Amberes 1920 en la categoría de peso ligero. Enfrentó en el combate por la medalla de oro a Samuel Mosberg, el cual perdió por decisión de los jueces.